# Dorothea van Saksen-Lauenburg (1543-1586)
Dorothea van Saksen-Lauenburg (Lüneburg, 11 maart 1543 - Herzberg, 5 april 1586) was een prinses van Saksen uit het huis der Ascaniërs. Door haar huwelijk met Wolfgang van Brunswijk-Grubenhagen werd ze hertogin van Brunswijk-Wolfenhagen. 

## Leven
Dorothea was een dochter van hertog Frans I van Saksen-Lauenburg en Sybille van Saksen, de dochter van hertog Hendrik van Saksen. Samen met haar jongere zus Ursula verbleef Dorothea bij haar grootmoeder Catharina van Mecklenburg in Freiburg en na haar overlijden in 1561 bij keurvorstin Anna van Saksen in Dresden. Dorothea trouwde op 10 december 1570 met hertog Wolfgang van Brunswijk-Wolfenhagen in Osterode. Het huwelijksverdrag werd door Joachim von Beust opgesteld en werden de vijandelijkheden om het ambt Steinhorst tussen het huis Brunswijk en het huis Lauenburg bijgelegd. Haar echtgenoot legde op Slot Herzberg een tuin voor Dorothea aan. 
Dorothea overleed op Paasdag in 1586 en liet daarmee haar echtgenoot achter zonder nakomelingen. Ze werd in de Sint Aegidienkerk in Osterode begraven. 